# Peter Moses-Krause
Peter Moses-Krause (geboren am 8. Februar 1943; gestorben am 11. Dezember 2023 in Berlin) war ein deutscher Verleger, Autor und Übersetzer.

## Leben
Der promovierte Germanist, der in Hamburg, Bonn und Amsterdam studiert hatte, lebte ab 1971 in Berlin. Am 14. Juli 1977 gründete er in West-Berlin den Verlag Das Arsenal, den er je nach Quelle als „Waffenkammer der Aufklärung“ oder „Rüstkammer für die Köpfe“ verstand. Gemeinsam mit seiner Frau hat er rund sechzig Bücher verlegt, sechs bis neun „wunderbar schlichte Bücher, in Fadenheftung und englischer Broschur, ergänzt durch ebenso ausgefallene wie zarte Skizzen“, pro Jahr. Schwerpunkte des Verlagsprogramms sind jüdische, jüdisch-deutsche und essayistische Literatur, das großstädtische Feuilleton, Kunst, Film- und Kunstkritik.
Moses-Krause verstand sich als politischer Verleger mit linker Vergangenheit. Gemäß taz soll er in jüngeren Jahren einer maoistischen K-Gruppe angehört haben. Der Anspruch, mit Literatur in die Politik einzugreifen, sei dann allerdings „rasch zerstoben“, „aber ich bringe nach wie vor Literatur heraus, die ich für politisch halte – nur verbirgt sich das Politische heute stärker“, meinte Moses-Krause.
Moses-Krause, der nur Bücher verlegte, die ihn interessierten, verlegte neben dem Elsässer Claude Vigée und Christine Wolter nur wenige Gegenwartsautoren. Zu den verstorbenen, meist jüdischen Autoren, von denen durch Moses-Krause Texte wieder zugänglich gemacht wurden, gehören der Journalist und Schriftsteller Victor Auburtin, von dem eine Werkausgabe erscheint, die Filmkritiker Béla Balázs und Siegfried Kracauer, der ungarische Erzähler Tibor Déry, der Journalist und Literaturwissenschaftler Arthur Eloesser und der Schriftsteller und Flaneur Franz Hessel.
Moses-Krause war ein assimilierter Jude, für den an Weihnachten „der Weihnachtsbaum ganz selbstverständlich dazu[gehört]“. Er engagierte sich in der Jüdischen Gruppe Berlin und beim Jüdischen Runden Tisch. Seinen Verbleib in Deutschland, dem „Land der Mörder“ in der jüdischen Lesart, erklärt er:

„Ich sehe meinen Platz hier in Deutschland und werde ein paar Neonazis nicht das Feld räumen. Zweifel, ob jüdische Gemeinden in Deutschland existieren können und sollten, hat es seit dem Zweiten Weltkrieg immer gegeben. Zugespitzt lautet die Frage: Ist es für Juden richtig, im Land der Mörder zu leben? Jeder Einzelne muss sich diese Frage irgendwann stellen und für sich persönlich beantworten. Auch wenn die Entscheidung nie definitiv sein kann, bin ich fest entschlossen, meine Position in Deutschland zu verteidigen.“

Er starb am 11. Dezember 2023 im Alter von 80 Jahren in Berlin.